# Ботафогу
Ботафогу (порт. Botafogo) — один из районов Рио-де-Жанейро, расположен в юго-восточной части города. Он населён преимущественно представителями высшего среднего класса и малого бизнеса. Ботафогу расположен между холмами Мунду-Нову, Дона-Марта (отделяющая Ботафогу от Ларанжейраса) и Сан-Жоан (отделяющий район от Копакабаны).

## История

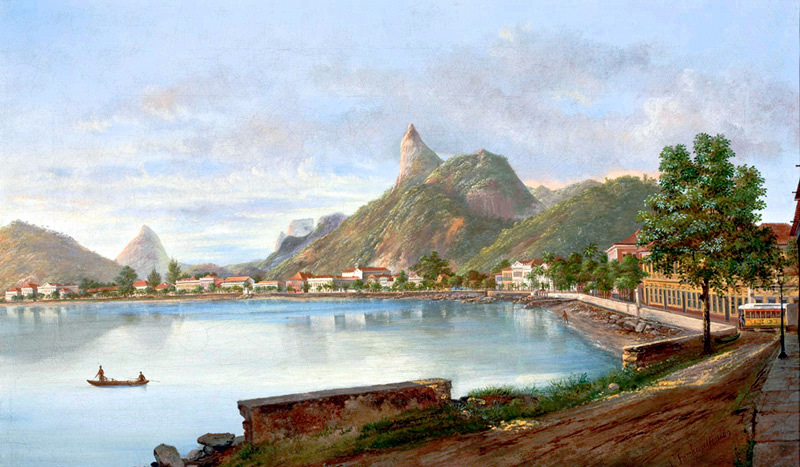
«Залив Ботафогу» (1869), Николао Антонио Факкинетти. Коллекция Художественного музея (Сан-Паулу)

Район Ботафогу был назван по имени Жоана Перейры ди Соуза Ботафогу, который был ответственен за артиллерию галеона «Ботафогу», он включил название корабля в собственную фамилию. Когда он решил обосноваться в Бразилии, португальская корона передала ему во владение земли, известные сегодня как Ботафогу.

## Описание
Пляж Ботафогу находится в заливе Гуанабара и отделён от Атлантического океана полуостровом Урка и Сахарной головой. Достопримечательности Ботафогу включают в себя Дом Руя Барбозы, Индейский музей и Музей Вила-Лобоса. Ботафогу отличается высокой концентрацией кафе и кинотеатров, среди которых есть демонстрирующие артхаусное кино. В районе расположены также 2 крупнейших в Рио-де-Жанейро торговых центра «Botafogo Praia Shopping» и «RioSul».
В районе базируется одноимённый спортивный клуб, наиболее известной и популярной секцией которого является футбольный клуб «Ботафого».
Район Ботафого обслуживается станцией метро Ботафогу.